# Немачка на Светском првенству у атлетици у дворани 2022.
Немачка је на 18. Светском првенству у атлетици у дворани 2022. одржаном у Београду од 18. до 20. марта, учествовала шеснаести пут под овим именом, односно учествовала је на свим првенствима од Светског првенства 1991. у Севиљи. Репрезентацију Немачке представљало је 16 учесника (10 мушкарца и 6 жена), који су се такмичили у 13 дисциплина (8 мушких и 5 женских).,
На овом првенству такмичари Немачке нису освојили ниједну медаљу.
У табели успешности према броју и пласману такмичара који су учествовали у финалним такмичењима (првих 8 такмичара) Немачка је са 1 учесником делила 49 место са 1 бодом.
| Плас. | Земља   | 1. место | 2. место | 3. место | 4. место | 5. место | 6. место | 7. место | 8. место | Бр. финал. | Бод. |
| ----- | ------- | -------- | -------- | -------- | -------- | -------- | -------- | -------- | -------- | ---------- | ---- |
| =49.  | Немачка | 0        | 0        | 0        | 0        | 0        | 0        | 0        | 1        | 1          | 1    |

## Учесници
| Мушкарци: - Александар Ашковић — 60 м - Патрик Шнајдер — 400 м - Марк Ројтер — 800 м - Роберт Фаркен — 1.500 м - Максимилијан Торвирт — 3.000 м - Сем Парсонс — 3.000 м - Грегор Трабер — 60 м препоне - Олег Церникел — Скок мотком - Торбен Блех — Скок мотком - Кај Казмирек — Седмобој | Жене: - Ђина Лукенкемпер — 60 м - Хана Клајн — 3.000 м - Моника Запалска — 60 м препоне - Нел Екхарт Ноак — Троскок - Сара Гамбета — Бацање кугле - Катарина Мајш — Бацање кугле |

## Резултати

### Мушкарци
| Атлетичар            | Дисциплина   | Лични рекорд | Квалификације | Квалификације | Полуфинале            | Полуфинале           | Финале               | Финале       | Детаљи |
| Атлетичар            | Дисциплина   | Лични рекорд | Резултат      | Место         | Резултат              | Место                | Резултат             | Место        | Детаљи |
| -------------------- | ------------ | ------------ | ------------- | ------------- | --------------------- | -------------------- | -------------------- | ------------ | ------ |
| Александар Ашковић   | 60 м         | 6,61         | 6,61 КВ, ЛР   | 2. у гр. 1    | 6,62                  | 4. у гр. 3           | Није се квалификовао | 10 / 43 (50) |        |
| Патрик Шнајдер       | 400 м        | 45,82        | 46,76         | 3. у гр. 3    | Није се квалификовао  | Није се квалификовао | Није се квалификовао | 12 / 24 (25) |        |
| Марк Ројтер          | 800 м        | 1:44,71      | 1:48,63       | 1. у гр. 2    |                       |                      | Није се квалификовао | 11 / 23 (24) |        |
| Роберт Фаркен        | 1.500 м      | 3:34,64      | 3:43,10 КВ    | 2. у гр. 2    | 3:41,29               | 11 / 30              |                      |              |        |
| Максимилијан Торвирт | 3.000 м      | 7:38,14      | 7:57,56 КВ    | 4. у гр. 3    | 7:45,87               | 8 / 33 (34)          |                      |              |        |
| Сем Парсонс          | 3.000 м      | 7:44,43 о    | 7:55,97       | 7. у гр. 2    | Нису се квалификовали | 17 / 33 (34)         |                      |              |        |
| Грегор Трабер        | 60 м препоне | 7,56         | 7,63 КВ       | 3. у гр. 4    | Нису се квалификовали | 7,67(.666)           | 7. у гр. 2           | 18 / 44 (46) |        |
| Олег Церникел        | Скок мотком  | 5,81         |               |               |                       |                      | 5,75                 | 9 / 13       |        |
| Торбен Блех          | Скок мотком  | 5,86         | 5,60          | 13 / 13       |                       |                      |                      |              |        |

#### Седмобој
| Дисциплина   | Кај Казмирек | Кај Казмирек   | Кај Казмирек | Кај Казмирек | Кај Казмирек | Кај Казмирек |
| Дисциплина   | Лич. рек.    | Рез.           | Бод.         | Плас.        | Укупно       | Плас.        |
| ------------ | ------------ | -------------- | ------------ | ------------ | ------------ | ------------ |
| 60 м         | 7,01         | 7,22 ЛРС       | 806          | 12.          | 806          | 12.          |
| Скок удаљ    | 7,74         | 6,95 ЛРС       | 802          | 12.          | 1.608        | 12.          |
| Бацање кугле | 14,94        | 13,40 ЛРС      | 692          | 11.          | 2.300        | 12.          |
| Скок увис    | 2,15         | Није стартовао | 0            |              | 2.300        |              |
| 60 м препоне | 7,95         |                |              |              |              |              |
| Скок мотком  | 5,20         |                |              |              |              |              |
| 1.000 м      | 2:39,51      |                |              |              |              |              |
| Укупно       | 6.238        |                |              |              | НЗ           |              |

### Жене
| Атлетичарка      | Дисциплина   | Лични рекорд | Квалификације | Квалификације | Полуфинале            | Полуфинале            | Финале                | Финале       | Детаљи |
| Атлетичарка      | Дисциплина   | Лични рекорд | Резултат      | Место         | Резултат              | Место                 | Резултат              | Место        | Детаљи |
| ---------------- | ------------ | ------------ | ------------- | ------------- | --------------------- | --------------------- | --------------------- | ------------ | ------ |
| Ђина Лукенкемпер | 60 м         | 7,11         | 7,33(.327)    | 5. у гр. 6    | Није се квалификовала | Није се квалификовала | Није се квалификовала | 29 / 46 (47) |        |
| Хана Клајн       | 3.000 м      | 8:44,61      |               |               |                       |                       | 8:48,73               | 11 / 20      |        |
| Моника Запалска  | 60 м препоне | 8,11         | 8,17(.170)    | 4. у гр. 5    | Није се квалификовала | Није се квалификовала | Није се квалификовала | 25 / 41 (45) |        |
| Неле Екхарт Ноак | Троскок      | 14,52        |               |               |                       |                       | 13,96                 | 12 / 16      |        |
| Сара Гамбета     | Бацање кугле | 19,05        | 18,17         | 9 / 15        |                       |                       |                       |              |        |
| Катарина Мајш    | Бацање кугле | 18,88        | 17,83         | 11 / 15       |                       |                       |                       |              |        |